# Posición lateral de seguridad

Posición lateral de seguridad.

La posición lateral de seguridad o postura lateral de seguridad,  más conocida como posición o postura de recuperación, es una postura de primeros auxilios en la que puede situarse a un paciente inconsciente pero que mantiene la respiración de forma que no sufra posteriores daños debido a ahogamiento por falta de drenaje de fluidos de sus vías respiratorias.
Todas las variantes de la posición lateral de seguridad comparten unos ciertos principios básicos: la boca mira hacia abajo de forma que cualquier fluido pueda drenar sin obstaculizar la respiración del paciente; la barbilla está inclinada hacia la parte alta de la cabeza, de forma que la epiglotis se mantenga abierta y brazos y piernas quedan bloqueados de manera que la postura sea estable.
Cada variante tiene sus propósitos y son: tratar de ayudar y evitar daños posteriores.